# Guerre du royaume de Pologne contre l'ordre Teutonique
Guerre du royaume de Pologne contre l'ordre Teutonique
La guerre du royaume de Pologne contre l'ordre Teutonique est un conflit armé entre le royaume de Pologne et les chevaliers Teutoniques qui dura, avec des intervalles importants, de 1308 à 1521, son point culminant étant la Grande Guerre de 1409 à 1411 sous le règne de Ladislas Jagellon. Au cours de cette guerre, l'armée de l'ordre Teutonique essuya en 1410 sur le champ de bataille de Grunwald une défaite qui marqua le début du déclin de leur État monastique. Le traité de Thorn de 1411 mit temporairement fin aux hostilités qui reprirent à nouveau en 1454. À l'issue de la nouvelle guerre de Treize Ans gagnée par les Polonais, un nouveau traité de Thorn fut signé en 1466. L'essentiel des territoires de l'ordre Teutonique devinrent la Prusse royale et furent intégrés au royaume de Pologne. L'ordre ne conserva plus que la Prusse orientale, avec Königsberg pour capitale, qui devint un fief de l’État polonais. En 1525, le grand maître Albert de Brandebourg-Ansbach se convertit au luthéranisme et devint duc de Prusse sécularisée, vassal du trône polonais.

## Croisades baltes et naissance de l'État Teutonique

Expansion de l'ordre Teutonique de 1260 à 1410.

Dès la seconde moitié du XIIe siècle, le littoral de la mer Baltique, habité par des tribus baltes et finno-ougriennes fermement attachées à leurs croyances païennes, est pénétré par des marchands et des missionnaires allemands. Cette pénétration se transforme en conquête systématique menée par les chevaliers Teutoniques, invités en 1226 à s'installer à Culm par Conrad Ier, duc de Mazovie : le prince polonais propose aux moines-soldats de venir sur ses terres afin de les protéger des assauts des tribus prussiennes.
Tout en conservant son quartier général en Terre sainte, le grand maître de l'ordre, Hermann von Salza, profite de l'invitation pour s'allier à la dynastie des Hohenstaufen et à l’empereur Frédéric II afin d'intervenir en Prusse et en Livonie, où il entend soumettre et convertir au christianisme les païens de la Baltique. Les futures possessions en terres baltes lui sont confirmées par la bulle d'or de Rimini de Frédéric II.
Combinant la croisade contre les païens et l'établissement de colons allemands, l'ordre se rend maître du pays de Culm vers 1230 puis des possessions livoniennes — en Lettonie et Estonie actuelles — conquises par l'ordre des chevaliers Porte-Glaive qu'il absorbe en 1237. Au XIVe siècle, les chevaliers à la croix noire réussissent à constituer un vaste État monastique au détriment du royaume de Pologne et du grand-duché de Lituanie.

## Attaque contre la Pologne
La prise de Dantzig par les troupes teutoniques le 13 novembre 1308 est suivie de l’annexion à leur État monastique de l’ensemble du duché de Poméranie orientale (aussi appelée Pomérélie) en 1309. La même année, l’ordre renonce aux croisades en Terre sainte et déplace son siège à Marienbourg, signifiant ainsi son intention de se concentrer sur la christianisation de l’espace baltique.
Le grand maître Siegfried von Feuchtwangen s'installe en Prusse, au moment même où, à Paris, Philippe le Bel élimine les Templiers. Bâti sur le modèle du Temple et de l'Hôpital, l'ordre Teutonique en reprend les règles mais, à la différence des autres, il s'affirme comme allemand et impérial. L'histoire des Teutoniques en Prusse s'inscrit dans le double mouvement d’Ostbewegung et d’Ostsiedlung qui anime l'Allemagne des XIIe et XIIIe siècles.
La Pomérélie, territoire polonais et non païen, joue un rôle important pour l'économie polonaise en tant que débouché de la Pologne sur la Baltique. Le roi de Pologne Ladislas Ier le Bref et ses successeurs réclament la restitution de leurs terres et portent leurs revendications devant la justice papale. Mais le pape Jean XXII refuse de se prononcer et la condamnation demeure lettre morte. Il s’ensuit une période où alternèrent paix armée et campagnes militaires.

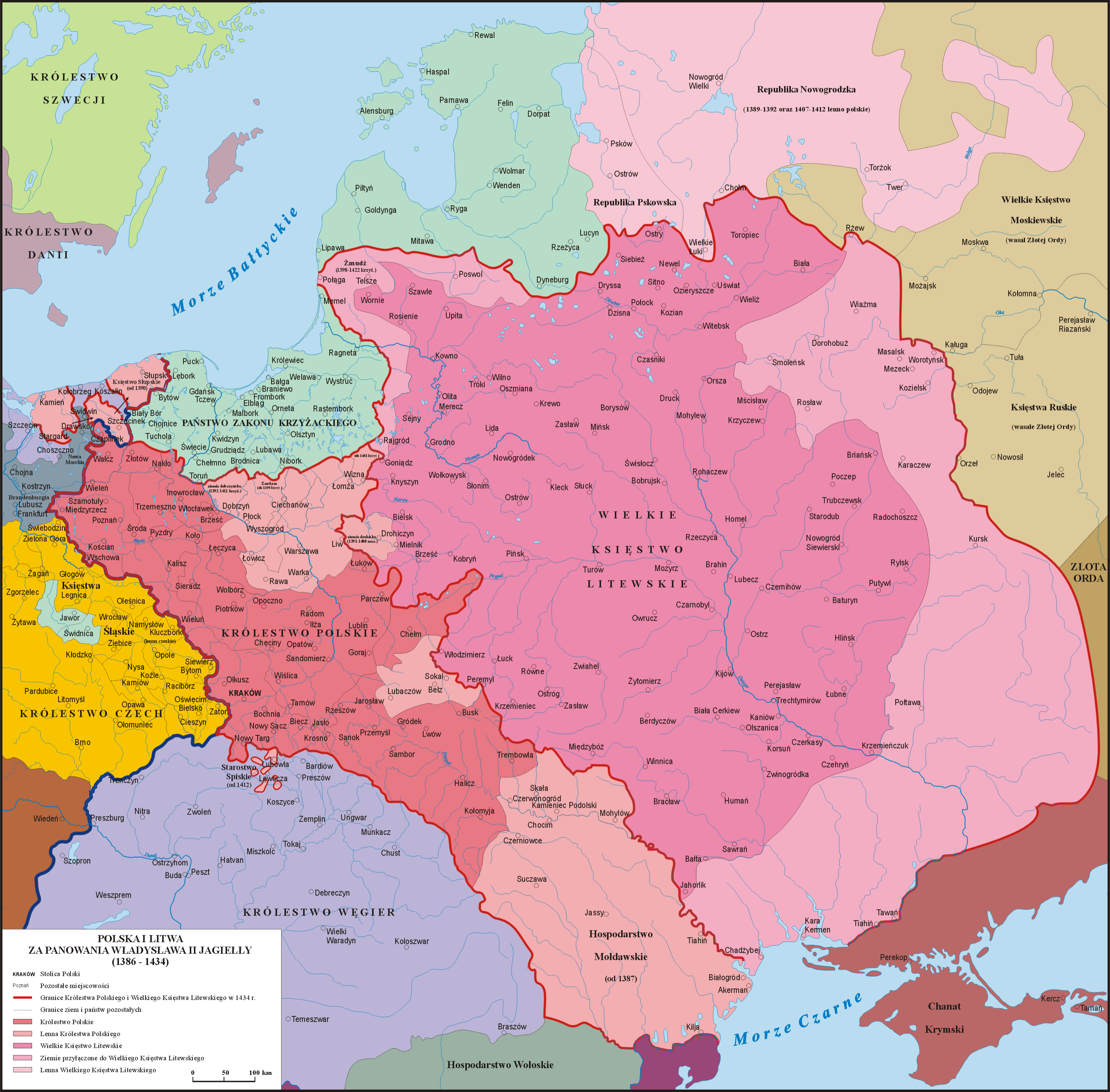
Pologne et Lituanie, 1386-1434

La guerre de 1326-1332 est ravageuse. L’Ordre pénètre en Cujavie et occupe la terre de Dobrzyń. Ladislas Ier riposte en dévastant la région de Culm. Les Teutoniques lancent ensuite une série de raids destructeurs en Grande-Pologne et dans les terres de Sieradz et de Łęczyca. Ils assiègent les villes de Poznań et de Kalisz. Le 27 septembre 1331, les chevaliers à la croix noire subissent une importante défaite à la bataille de Płowce mais ils reprennent l'offensive. Des combats violents se poursuivent en Cujavie et dans le pays de Michelau. Les Teutoniques s'emparent de Brześć Kujawski. L’entremise du légat pontifical permet de mettre fin aux affrontements et après de longues négociations, le traité de Kalisz est signé le 30 avril 1334 entre le grand maître Luther von Braunschweig et le roi de Pologne Casimir III — ce qui n'empêche pas le monarque polonais d'intenter à l'ordre un nouveau procès.
En 1339 se tient à Varsovie,sous la présidence de juges pontificaux, un procès opposant le royaume de Pologne à l'ordre Teutonique. Le roi réclame la restitution de l’ensemble des terres contestées et dénonce de nombreux sacrilèges commis par les moines-soldats : églises et villages incendiés, populations massacrées, clercs mis à mort, viols. Le pape Benoît XII se range aux côtés du souverain polonais mais l’ordre fait appel de sa condamnation et le pape renonce à promulguer la sentence finale.

## Union du Royaume de Pologne avec le Duché de Lituanie
Une fois établis dans leur siège de Marienbourg, en Prusse, les Chevaliers Teutoniques combattent la Lituanie, le dernier état païen d’Europe, formé au XIIIe siècle autour d’une dynastie païenne et qui s’étend jusqu'aux terres orthodoxes de l’ancienne Rous' de Kiev. En 1385, l'union conclue à Krewo entre le royaume de Pologne, chrétien, et le duché de Lituanie, païen, change la donne, et la guerre que livrent les chevaliers Teutoniques à la Lituanie arrive à un tournant.
La conversion au christianisme du grand-duc lituanien Jogaila Algirdaitis et son mariage avec la souveraine de Pologne Hedwige d'Anjou unit les deux nations dans la lutte commune contre l'expansionnisme de l'ordre Teutonique. Assortie de la Lituanie, la Pologne prend de l'importance. Jogaila monte sur le trône de Pologne sous le nom de Ladislas Jagellon (en polonais : Władysław Jagiełło), et la christianisation pacifique de la Lituanie qui s'ensuit prive les chevaliers Teutoniques de leur base idéologique: leurs expéditions militaires sous prétexte d'évangélisation perdent leur justification. Mais cela ne freine pas l'élan guerrier des moines-soldats.

## La Grande Guerre (1409-1411)

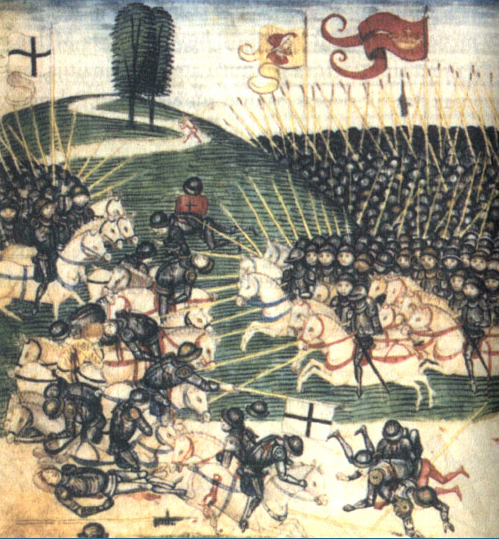
La bataille de Grunwald par Diebold Schilling le Jeune (1460-1515?).

En 1409 éclate un soulèvement dans la possession teutonique de Samogitie. Le 6 août 1409, le grand maître Ulrich von Jungingen déclare la guerre à la Pologne. Les forces teutoniques passent aussitôt à l'offensive et envahissent la Grande-Pologne et la Cujavie, mais les Polonais repoussent l'invasion et reconquièrent Bydgoszcz. Un accord d'armistice signé le 8 octobre 1409 donne du répit aux combattants jusqu'au 24 juin de l'année suivante.
Les chevaliers Teutoniques s'attendant à une double attaque des Polonais en direction de Dantzig et des Lituaniens vers la Samogitie, Ulrich von Jungingen concentre ses forces à Schwetz tout en laissant la grande partie de son armée dans les châteaux de Rhein, près de Lötzen, et à Memel. Ulrich von Jungingen demande un prolongement de l'armistice jusqu'au 4 juillet pour permettre à ses renforts d'Europe de l'Ouest de le rejoindre.
Le 30 juin 1410, les forces polonaises traversent la Vistule. Le 2 juillet, elles opèrent la jonction avec l'armée lituanienne menée par le grand duc Vytautas le Grand et se dirigent vers la capitale de l'ordre : la commanderie de Marienbourg.
Surpris, Ulrich von Jungingen décide alors de retirer ses troupes du secteur de Schwetz pour organiser une ligne de défense sur la rivière Drewenz. Les passages sur la rivière sont garnis de palissades et les forteresses à proximité sont renforcées. L'armée du roi de Pologne continue sa marche vers Marienbourg par Soldau et Gilgenbourg. Le 13 juillet, ces deux châteaux sont pris et la route de Marienbourg est ouverte.

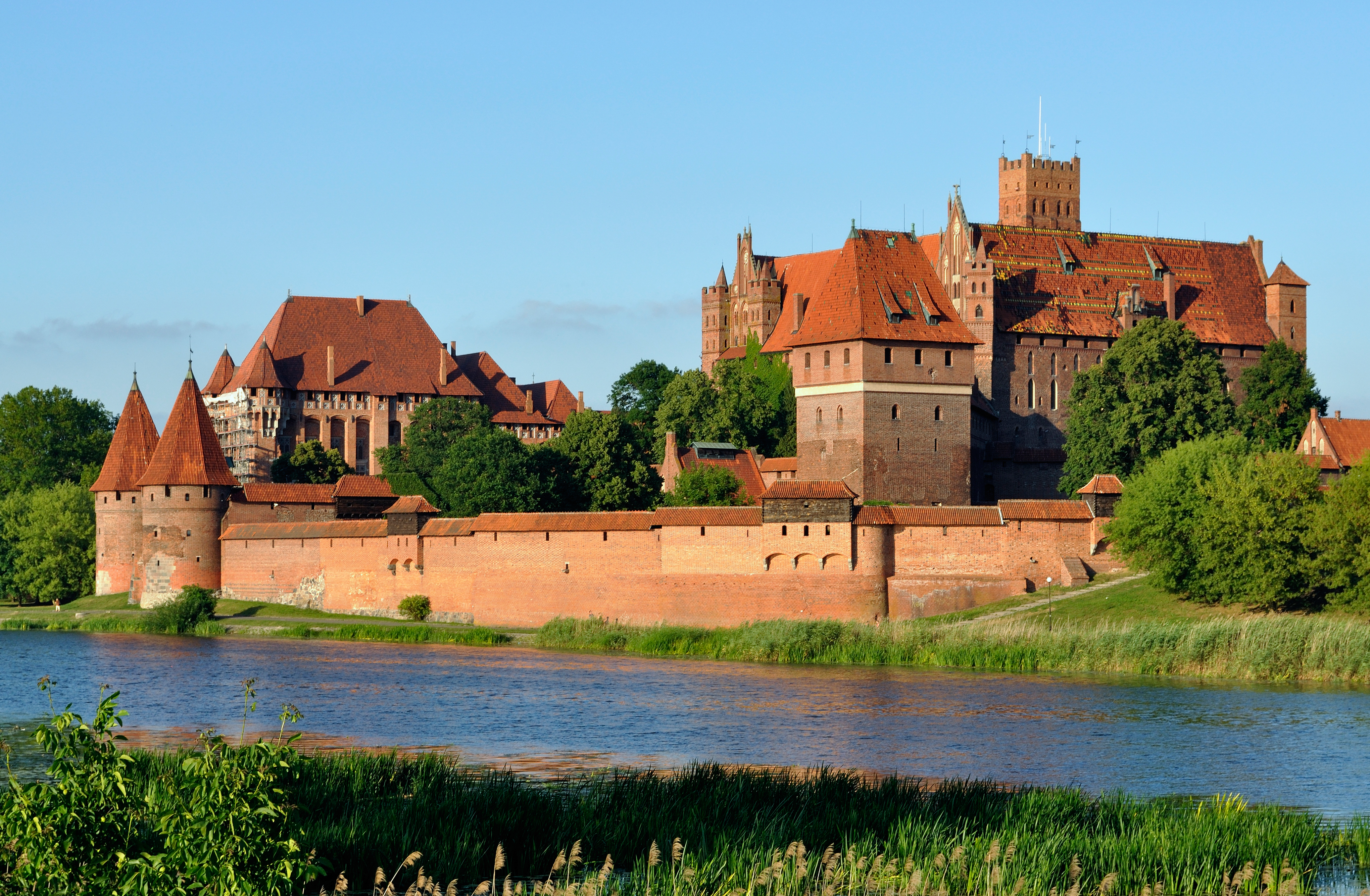
Forteresse teutonique de Marienbourg.

Le 15 juillet 1410 les deux armées, fortes de dizaines de milliers d'hommes, s'affrontent dans la bataille de Grunwald. C'est la plus grande bataille rangée du Moyen Age. Les chevaliers à la croix noire s'inclinent face aux troupes polono-lituaniennes: le roi Ladislas Jagellon remporte une brillante victoire, la majeure partie de l'élite teutonique disparaît et 56 bannières sont capturées. Le grand maître Ulrich von Jungingen, le grand commandeur Kuno von Lichtenstein (de) et le maréchal de l'ordre Friedrich von Wallenrode (de) périssent au combat.
Les débris de l'armée vaincue à Grunwald se retranchent avec succès du 25 juillet au 19 septembre 1410 à la forteresse de Marienbourg, ce qui permet aux Teutoniques d'échapper au pire. Si l'ordre ne se relèvera jamais vraiment de cet échec, la paix signé à Thorn en 1411 n'est satisfaisante pour personne. Il s'ensuit une série de campagnes d'usure.

## Litige au Concile de Constance
En 1414-1416, la guerre dite de la famine entre la Pologne et l’ordre Teutonique épuise sans résultats les deux adversaires, qui portent leur litige devant le concile de Constance (1414-1418). Les deux camps espèrent obtenir le soutien des milieux intellectuels et politiques européens, à commencer par celui de l’empereur du Saint-Empire Sigismond de Luxembourg, qui s’y pose en arbitre. Les avocats de l’ordre décrivent le roi Ladislas Jagellon, baptisé à peu près trente ans auparavant, comme un païen dissimulé, et ses sujets lituaniens comme encore plus païens et bestiaux que lui. Ils déplorent également la présence de troupes tatares musulmanes aux côtés des Jagellon à la bataille de Grunwald. Quant à l'ambassadeur polonais Paweł Włodkowic, recteur de l’université de Cracovie, il se fait le défenseur des droits naturels des non chrétiens et condamne sévèrement la conversion des infidèles par l’épée en tant que doublement contraire aux lois humaines et divines. Le concile accepte de soutenir les efforts lituaniens et polonais en vue d’évangéliser la dernière province païenne d’Europe.

## Guerre de 1422
En 1422, une nouvelle guerre entre Polonais et Teutoniques se solde par la paix de Mełno, qui permet aux Lituaniens de récupérer leur territoire de Samogitie. Cependant, les combats reprennent en 1431–1435.

## Guerre de Treize Ans (1454-1466)
En 1454 éclate en Prusse un soulèvement général contre la domination de l’ordre Teutonique. A la demande de la Ligue de Prusse, la Prusse est incorporée à la Pologne le 6 mars, ce qui entraîne une guerre contre l’ordre Teutonique qui va durer treize ans.
Après la guerre de Treize Ans et de nouvelles défaites contre la Pologne, le deuxième traité de Thorn (1466) ne laisse plus à l'ordre Teutonique que la Prusse orientale, avec Königsberg pour capitale, qui devient fief de l'État polonais.

## Fief de l'État polonais

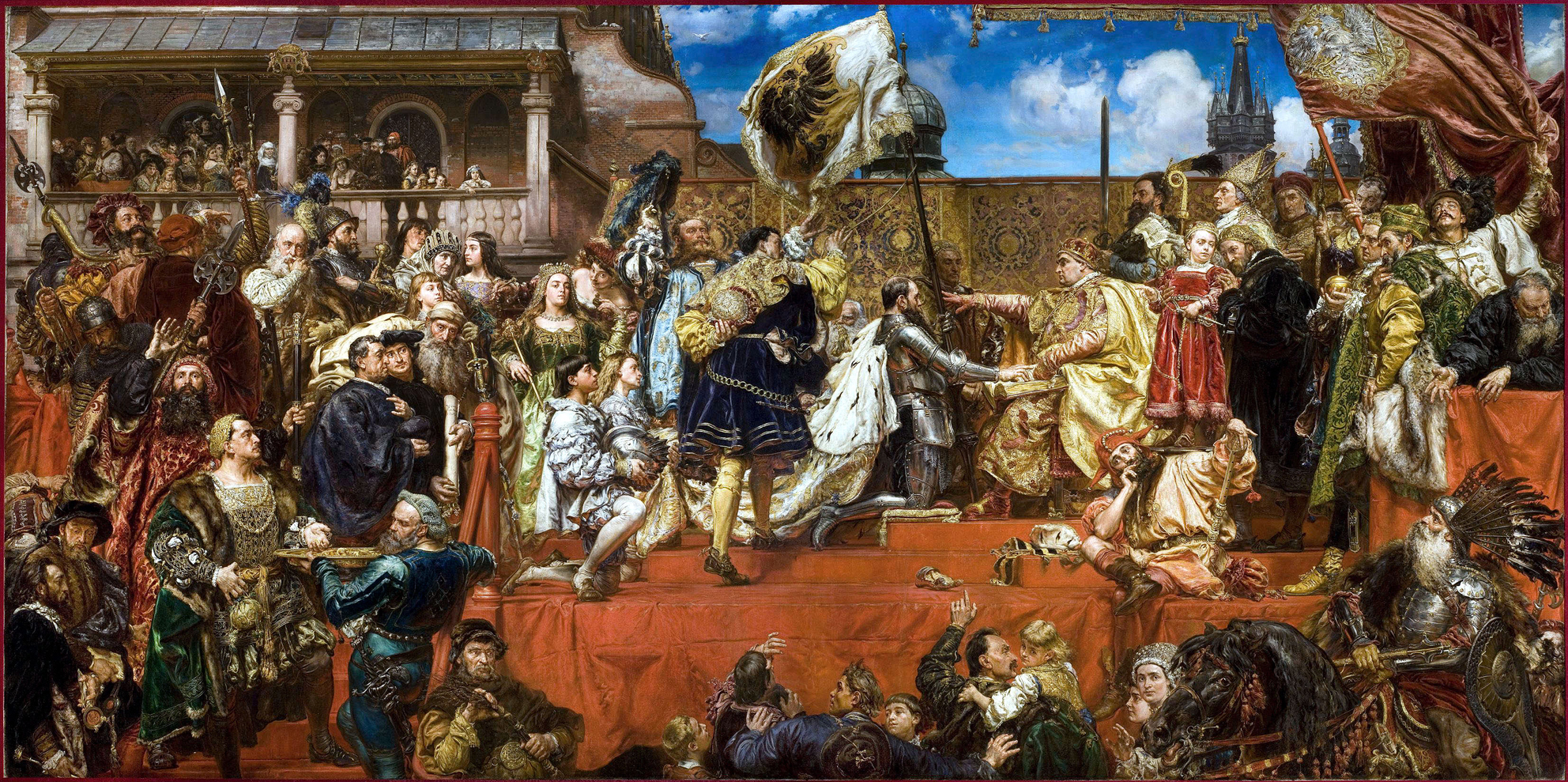
Hommage du grand maître Albert de Brandebourg-Ansbach au roi Sigismond Ier de Pologne, par Jan Matejko

En dépit du rattachement de leur territoire à la Pologne en 1454, les grands maîtres successifs dénoncent leur statut de vassaux polonais. Le grand maître Frédéric de Saxe parvient même à se soustraire à l'hommage. Son successeur Albert de Brandebourg-Ansbach persiste dans ce refus et le conflit militaire se rouvre en 1519 pour se terminer par une trêve peu concluante de 1521.
Sur le conseil de Martin Luther, que le grand-maître soutient ouvertement depuis 1523, un accord est trouvé le 8 avril 1525 à Cracovie. Il confirme les termes de la paix signé en 1466 à Thorn mais remet la Prusse orientale au grand-maître en tant que possession héréditaire et fief de la Couronne polonaise. Le grand maître converti au luthéranisme devient donc le premier duc de Prusse sécularisé, vassal du trône polonais. Selon l'accord, le duché de Prusse ducal, sécularisé et luthérien, doit revenir à la Couronne polonaise à l'extinction de sa lignée.
Le 10 avril 1525, devant la Halle aux Draps, sur la Grand-Place de Cracovie, Albert de Brandebourg-Ansbach, premier dirigeant territorial luthérien, prête serment d’allégeance au roi de Pologne Sigismond Ier. Cet acte passe à la postérité sous le nom d'« hommage prussien ».

## Dans la culture
- Les Chevaliers Teutoniques, grand roman historique de l'écrivain polonais, prix Nobel de la littérature Henryk Sienkiewicz, met en scène la résistance polonaise contre l'ordre Teutonique au XVe siècle.
- Les Chevaliers teutoniques, film de 1960 du cinéaste polonais Aleksander Ford, adaptation du roman de Sienkiewicz.

## Articles connexes

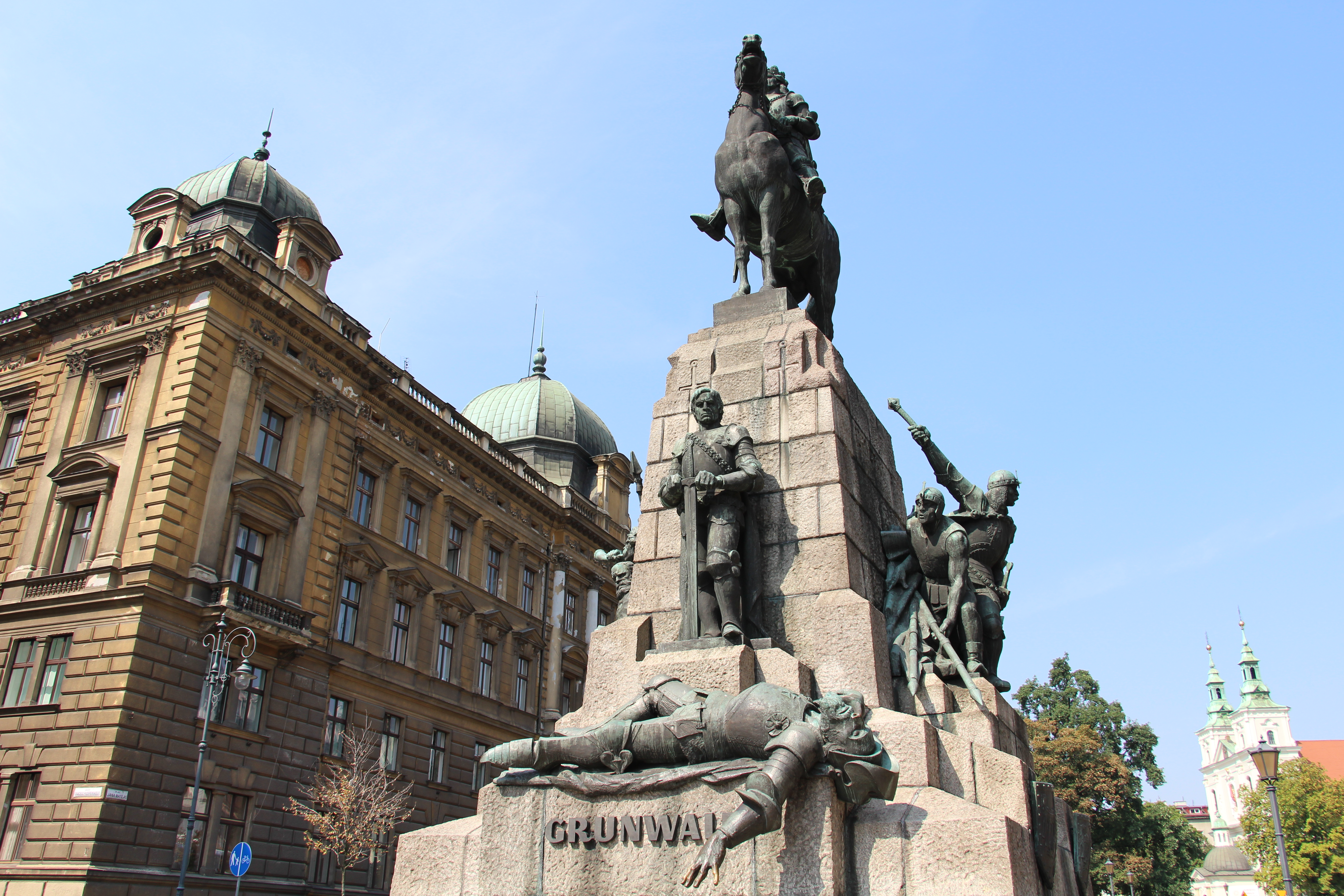
Monument à Cracovie, commémorant de la victoire de 1410 à Grunwald. Détruit par les Allemands en 1939 et restauré après la guerre.